# مطار جزيرة ياساوا
مطار جزيرة ياساوا (بالانجليزية : Yasawa Island Airport) (إياتا: YAS، إيكاو: NFSW) هو مطار يقع في جزيرة ياساوا في القسم الغربي في فيجي. المطار عبارة عن شريط قصير يمتد على عرض الجزيرة، ويستخدم بشكل أساسي للطيران العام ونقل الضيوف إلى المنتجعات في الجزيرة.

## شركات الطيران والوجهات
| شركـات طيـران            | الوجهات          |
| ------------------------ | ---------------- |
| طيران جزر المحيط الهادئ ‏ | مطار نادي الدولي |